# Giuseppe Casoria

Kardinalwappen von Giuseppe Casoria

Giuseppe Kardinal Casoria (* 1. Oktober 1908 in Acerra, Provinz Neapel, Italien; † 8. Februar 2001 in Rom) war ein Kurienkardinal der römisch-katholischen Kirche.

## Leben
Giuseppe Casoria erhielt seine theologische und philosophische Ausbildung in Acerra, Neapel und Rom. Er promovierte sowohl in Katholischer Theologie als auch in Philosophie, Zivilrecht und Kanonischem Recht. Er empfing am 21. Dezember 1930 das Sakrament der Priesterweihe und arbeitete ab 1937 in verschiedenen Abteilungen des Römischen Gerichtshofes. In den Jahren 1962 bis 1965 nahm er als Experte am Zweiten Vatikanischen Konzil teil, 1969 wurde er Sekretär der Sakramentenkongregation.
Papst Paul VI. ernannte Giuseppe Casoria am 6. Januar 1972 zum Titularerzbischof von Forum Novum und spendete ihm am 13. Februar desselben Jahres die Bischofsweihe; Mitkonsekratoren waren der Erzbischof von Utrecht, Bernard Jan Kardinal Alfrink, und der Erzbischof von Armagh, William Kardinal Conway. Ein Jahr darauf berief der Papst Giuseppe Casoria zum Sekretär der Kongregation für Heiligsprechungsprozesse. Papst Johannes Paul II. ernannte ihn am 24. August 1981 zum Pro-Präfekten der Sakramentenkongregation, zwei Jahre darauf nahm er ihn als Kardinaldiakon mit der Titeldiakonie San Giuseppe al Trionfale in das Kardinalskollegium auf und übertrug ihm das Amt des Kardinalpräfekten der Sakramentenkongregation.
Giuseppe Kardinal Casoria legte seine Ämter am 8. April 1984 aus Altersgründen nieder. 1993 wurde er unter Beibehaltung seiner Titeldiakonie zum Kardinalpriester pro hac vice erhoben. Er starb am 8. Februar 2001 in Rom und wurde in der Gruft seiner Familie in Acerra bestattet.